# Football Manager 2021
Football Manager 2021 (abreviado oficialmente como FM21) é um vídeo game de simulacão de gestão de times de futebol desenvolvido pela Sports Interactive e publicado pela Sega. Foi lançado mundialmente para iOS, Android, macOS e Windows em 24 de novembro de 2020.  A versão simplificada do jogo intitulada Football Manager 2021 Touch foi lançada em 1 de dezembro de 2020 para as mesmas plataformas e para Nintendo Switch em 15 de dezembro de 2020. A versão semelhante intitulada Xbox Edition foi lançada em 1 de dezembro de 2020 para Xbox One, Xbox Series X / S e Windows 10 através da Microsoft Store. Foi o primeiro jogo da série a aparecer em uma plataforma Xbox desde Football Manager 2008. 